# Вшивые приключения
«Вшивые приключения» (англ. Lice Capades) — 3 эпизод 11 сезона (№ 156) сериала «Южный парк», премьера которого состоялась 21 марта 2007 года.

## Сюжет
Миссис Гаррисон объявляет 4-му классу, что у одного из детей, судя по всему, на голове есть вши, и им всем надо пройти проверку. Дети начинают требовать назвать вшивого прилюдно, чтобы дразнить и избегать его. Картман предполагает, что вши у Кенни, потому что он бедный. Однако нам показывают, что на самом деле целое общество разумных вшей расположилось на голове у Клайда.
Жизнь вшей проистекает достаточно мирно, однако вошь по имени Трэвис, у которого недавно родилась «дочка» — личинка по имени Надежда, предчувствует неладное. Он предполагает, что их мир (то есть голова Клайда) разумен. Другие его не слушают. Клайд во время проверки узнаёт, что у него вши, и моет голову специальным шампунем, затем сушит феном; для мира вшей это выглядит как ужасный потоп из смертоносного вещества и ураган, который губит большинство оставшихся вшей, включая жену Трэвиса, с которым остаётся только дочь. После трагедии Трэвис объединяется с другими выжившими вшами (среди них есть и вице-президент, который до потопа больше всех высмеивал идеи Тревиса) и думает над путями к спасению.
Картман проводит хитроумный эксперимент: он берёт анализ крови у каждого из класса, с помощью которого собирается выявить вшивого. Результаты эксперимента неожиданно для Клайда указывают на Кенни; тот убегает от одноклассников. Те решают устроить ему «мытьё носками». Тем временем на голове Клайда Трэвис и бывший вице-президент добираются до «запретной зоны» — края мира, после чего вице-президент берёт Трэвиса на мушку пистолета и говорит, что не позволит ему распоряжаться судьбой вшивого сообщества. Чтобы доказать отсутствие разума у «вселенной», он стреляет Клайду в голову; раздражённый этим зудом, Клайд нащупывает вице-президента пальцами и выбрасывает в направлении твёрдого асфальта. Израненный Трэвис остаётся лежать со своей дочерью.
Клайда зовут вместе с остальными наказывать Кенни. В ужасе, что накажут невиновного, он звонит миссис Гаррисон и предупреждает о планируемом событии. Та приходит в парк, где уже схватили Кенни, и объявляет, что вши были абсолютно у всех в классе, поскольку это очень заразная болезнь. Картман подстроил свой эксперимент, чтобы отвести подозрения от себя. Ребята думают, как быть, заключают, что Кенни всё равно врал, говоря, что у него нет вшей, и устраивают ему «мытьё носками» .
К полуживому Трэвису с «небес» спускается муха и относит его в «рай для вшей». Этим местом оказываются лобковые волосы Анджелины Джоли.

## Культурные отсылки
- Музыка, играющая, когда Трэвис улетает на мухе, — отрывок из фрагмента «Pie Jesu» из «Реквиема» Габриэля Форе[1], а сам полёт пародирует спасение Фродо и Сэма на гигантских орлах в концовке трилогии «Властелин колец».
- Сцена, когда на Трэвиса наваливается с воплем «Помоги мне!» полуразъеденная лечебным шампунем другая вошь, пародирует эпизод из фильма «Робокоп», когда на заброшенном заводе Эмиль Антоновски (преступник, попавший в токсичные отходы) подобным образом просит помощи у Нэша Леона.
- Кайл совершенно справедливо отмечает, что эксперимент, предлагаемый Картманом, позаимствован из фильма «Нечто», где таким способом выявляли человека, являющегося инопланетным существом.
- Сюжет эпизода во многом похож на первый эпизод аниме-сериала «Codename wa Sailor V ».

## Отзывы
IGN оценил этот эпизод на 7,5 баллов из 10 и признал его не очень удачным. TV Squad назвал серию хорошей, но не очень весёлой.